# Toivakka
Toivakka är en kommun i landskapet Mellersta Finland. Kommunen gränsar mot Jyväskylä i syd- och nordväst, Muurame (gränslinje i sjön Päijänne) i väster,  Laukas i norr, Kangasniemi i öster samt Joutsa i söder. Toivakka har 2 387 invånare och är enspråkigt finskt. Kommunen har en yta på 413,94 km².
Kommunen grundades i 1911.

## Politik

### Mandatfördelning i Toivakka kommun, valen 1976–2021
| 1 | 6 | 10 | 2 | 2 |

| 1 | 7 | 9 | 2 | 2 |

| 1 | 6 | 1 | 8 | 3 | 2 |

| 1 | 6 | 9 | 3 | 2 |

| 1 | 7 | 8 | 3 | 2 |

| 5 | 11 | 3 | 2 |

| 1 | 5 | 10 | 3 | 2 |

| 1 | 6 | 10 | 3 | 1 |

| 16 | 5 |

| 7 | 2 | 7 | 3 | 2 |

| 13 | 8 |

| 1 | 4 | 3 | 9 | 2 | 2 |

| 14 | 7 |

| 1 | 4 | 3 | 10 | 2 | 1 |

| 12 | 9 |

| 1 | 4 | 4 | 8 | 2 | 2 |

| 13 | 8 |

### Vänorter
- Kambja, Estland
- Älmhult/Göteryd, Sverige

## Befolkningsutveckling
| Befolkningsutvecklingen i Toivakka kommun 1975–2020                                                          | Befolkningsutvecklingen i Toivakka kommun 1975–2020 | Befolkningsutvecklingen i Toivakka kommun 1975–2020 | Befolkningsutvecklingen i Toivakka kommun 1975–2020 | Befolkningsutvecklingen i Toivakka kommun 1975–2020 |
| --- | --------------------------------------------------- | --------------------------------------------------- | --------------------------------------------------- | --------------------------------------------------- |
| |                                                     |                                                     |                                                     |                                                     |
| År |                                                     |                                                     | Folkmängd                                           |                                                     |
| 1975 | 1975                                                |                                                     | 2 560                                               |                                                     |
| 1980 | 1980                                                |                                                     | 2 422                                               |                                                     |
| 1985 | 1985                                                |                                                     | 2 407                                               |                                                     |
| 1990 | 1990                                                |                                                     | 2 515                                               |                                                     |
| 1995 | 1995                                                |                                                     | 2 470                                               |                                                     |
| 2000 | 2000                                                |                                                     | 2 368                                               |                                                     |
| 2005 | 2005                                                |                                                     | 2 353                                               |                                                     |
| 2010 | 2010                                                |                                                     | 2 418                                               |                                                     |
| 2015 | 2015                                                |                                                     | 2 431                                               |                                                     |
| 2020 | 2020                                                |                                                     | 2 401                                               |                                                     |
| Anm: Uppgifterna avser förhållandena den 31 december nämnda år enligt områdesindelningen den 1 januari 2022. |                                                     |                                                     |                                                     |                                                     |

## Toivakka kyrka
Kyrkan i Toivakka byggdes åren 1879–1882. En ny inredning planerades 1923 av arkitekten Alvar Aalto. Han skisserade bland annat takmålningarna, takkronan och dekorationerna på predikstolen. Vidare har han ritat glasmålningen, som finns ovanför altartavlan. 1988 överfördes lösöret designat av Aalto till Alvar Aalto-museet i Jyväskylä .
Under åren 1972–73 utförde konstnären Pellervo Lukumies de nuvarande takmålningarna, som alla är av synnerligen modernt snitt.

## Galleri

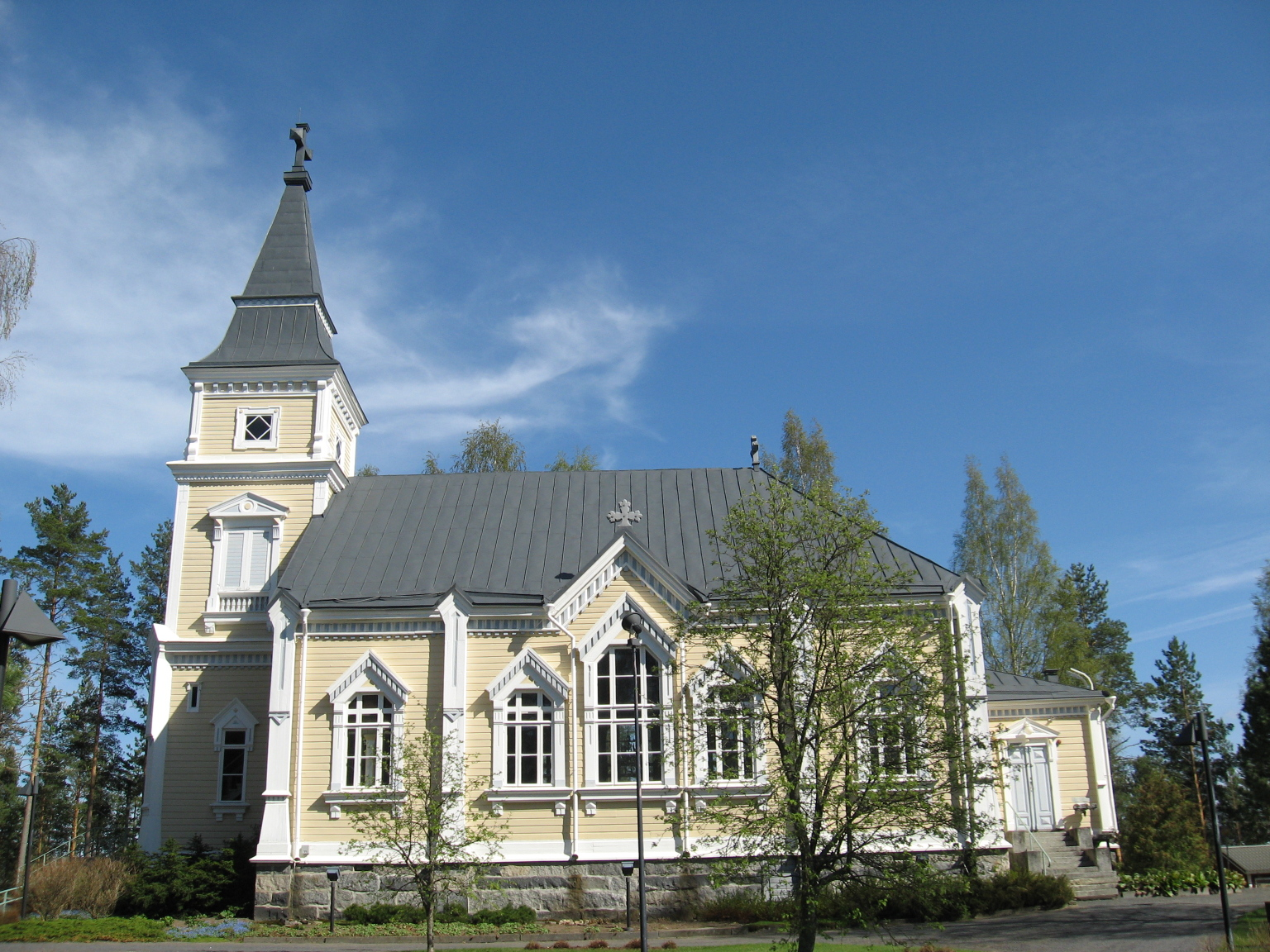
Toivakka kyrka
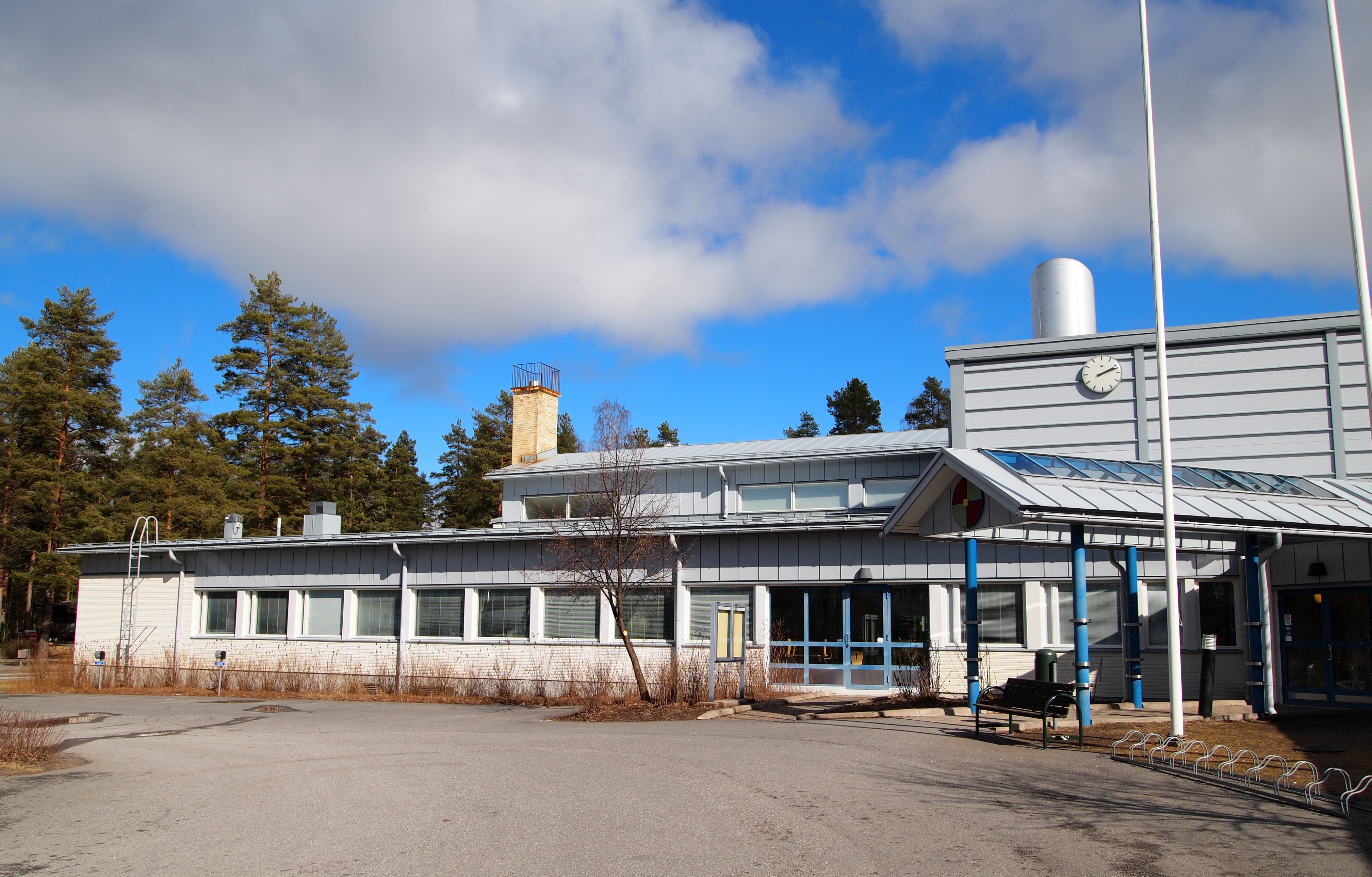
Toivakka skola